# Ћурликовац
Шљука потрк (лат. Burhinus oedicnemus) врста је птица из породице Burhinidae.

## Распрострањеност
Распрострањена је по Европи, северној Африци и југозападној Азији.

## Таксономија
Познато је пет подврста:
- Burhinus oedicnemus oedicnemus
- Burhinus oedicnemus distinctus
- Burhinus oedicnemus insularum
- Burhinus oedicnemus saharae
- Burhinus oedicnemus harterti

## Опис
- Дужина: 38—46 цм
- Распон крила: 76—88 цм
- Маса: 290—535 г[3][4]